# 上山田駅
上山田駅（かみやまだえき）は、かつて福岡県山田市（現・嘉麻市）上山田杉町に設置されていた、九州旅客鉄道（JR九州）上山田線の駅である。上山田線の廃止に伴い、1988年（昭和63年）9月1日に廃駅となった。

## 歴史
- 1898年（明治31年）2月8日：九州鉄道の駅として開業[1]。
- 1907年（明治40年）7月1日：九州鉄道の国有化に伴い、国有鉄道の駅となる[1]。
- 1909年（明治42年）10月12日：若松駅 - 当駅間が筑豊本線とされ、同線の駅となる。
- 1929年（昭和4年）12月7日：飯塚駅 - 当駅間を上山田線として筑豊本線から分離、それに伴い当駅も同線の駅となる。
- 1966年（昭和41年）3月10日：油須原線構想に基づいて、当駅から豊前川崎駅まで上山田線が延長され、中間駅となる。また、漆生線が漆生駅から下山田駅まで開通し、事実上の同線との接続駅となる。
- 1980年（昭和55年）3月31日：貨物の取り扱いを廃止[1]。
- 1984年（昭和59年）2月1日：荷物扱い廃止[1]。
- 1986年（昭和61年）4月1日：漆生線（下鴨生駅 - 下山田駅間）が全線廃止となる。
- 1987年（昭和62年）4月1日：国鉄分割民営化により、JR九州に承継される[1]。
- 1988年（昭和63年）9月1日：上山田線（飯塚駅 - 豊前川崎駅間）の全線廃止に伴い、廃駅となる[1]。

## 駅構造
相対式ホーム2面2線と側線を数本有する直営駅であり、売店（キヨスク）を併設していた。売店の営業は上山田線の最終営業日まで続いた。かつては石炭の積み出し駅でもあった。

## 運行形態
当駅は長らく上山田線の終着駅であったが、当駅から豊前川崎駅までの延伸が1966年（昭和41年）に行われてからは中間駅となった。しかし、当駅を境にして輸送の需要が大きく違い、飯塚駅方面への列車は比較的多かったが、熊ヶ畑駅や豊前川崎駅方面行きの列車は少なかった。
また、漆生線列車との事実上の接続駅であった（下山田駅が実際の分岐駅ではあったが、すべて当駅まで直通運転されていたため）。

## 輸送量・収入
| 年度 | 旅客（人） | 貨物量（トン） | 旅客収入（円） | 貨物収入（円） |
| ---- | ---------- | -------------- | -------------- | -------------- |
| 1924 | 126,973    | 297,010        | 38,087         | 388,902        |
| 1928 | 164,659    | 376,054        | 49,274         | 507,002        |
| 1931 | 121,118    | 370,006        | 32,477         | 507,789        |
| 1935 | 169,098    | 823,755        | 46,673         | 1,148,840      |

- 福岡県統計書各年度版より

## 駅周辺
- 嘉麻市役所山田支所
- 大法山
- 福岡県立山田高等学校
- 嘉麻市立山田中学校
- 嘉麻市立上山田小学校
- 嘉麻市立大橋小学校
- 日本赤十字社筑前山田病院
- 上山田郵便局
- 国道322号
- 国道322号山田バイパス

## 現況
廃駅後、1999年（平成11年）まで嘉穂交通山田支社が置かれ、代替バスが配置されていた。駅跡は現在、山田生涯学習館・図書館となっている。

## その他
- テレビアニメ『おじゃまんが山田くん』（フジテレビ系列）の「みのるとブルートレイン」（1981年8月30日放送。同日の1作目）で、主人公・山田よしお（山田市出身の設定）の三男・山田みのるが、祖母宅を訪れる際、当駅に降り立つというシーンが放送された。

## 隣の駅
九州旅客鉄道（JR九州）
上山田線
下山田駅 - 上山田駅 - 熊ヶ畑駅